# Estació de Buire-sur-l'Ancre
L'estació de Buire-sur-l'Ancre és una estació ferroviària situada al municipi francès de Buire-sur-l'Ancre (al departament del Somme).
És servida pels trens del TER Picardie.
| Provinença | Estació anterior   | Línia        | Estació següent | Destinació     |
| ---------- | ------------------ | ------------ | --------------- | -------------- |
| Amiens     | Méricourt-Ribemont | TER Picardie | Albert          | Lille-Flandres |